# Miss España 2008
La 48.ª edición de Miss España se celebró el 1 de marzo de 2008 en Marina d'Or. Participaron 52 candidatas.

## Resultados
| Resultado final  | Candidata |
| ---------------- | --- |
| Miss España 2008 | Tenerife - Patricia Rodríguez |
| 1.ª Finalista    | Madrid - Claudia Moro |
| 2.ª Finalista    | Zaragoza - Alejandra Andreu |
| Top 6            | Asturias - Beatriz Juárez Cádiz - Ana Isabel Armario Melilla - Vianca Rodríguez |
| Top 10           | Barcelona - Carolina Benítez Jaén - Ana Isabel Montabés Las Palmas - Rita Suárez Sevilla - Carmen Pérez |
| Top 20           | Albacete - Noemí Martínez Alicante - Lorena Blasco Burgos - Estíbaliz Orbe Gerona - Mariangie Más Granada - Toña Triviño Huesca - Ester López La Coruña - Noelia Barreiro Lérida - Nerea Pérez Palencia - Yaleydy Ortega Toledo - Elena Sánchez-Valladares |

### Premios especiales
| Premio                                      | Candidata Ganadora            |
| ------------------------------------------- | ----------------------------- |
| Miss Fotogenía (votada por la prensa)       | Lorena Blasco (Alicante)      |
| Miss Simpatía (votada por las concursantes) | Esther López (Huesca)         |
| Miss Internet (votada por el público)       | Patricia Rodríguez (Tenerife) |
| Miss Elegancia                              | Vianca Rodríguez (Melilla)    |

## Candidatas
52 candidatas compitieron en el certamen:
(En la tabla se utiliza su nombre completo, los sobrenombres van entrecomillados y los apellidos utilizados como nombre artístico, entre paréntesis; fuera de ella se utilizan sus nombres «artísticos» o simplificados)
| Provincia   | Candidata                          | Edad | Estatura        | Ciudad de residencia     |
| ----------- | ---------------------------------- | ---- | --------------- | ------------------------ |
| Álava       | Ainhoa Afonso Sáenz                | 23   | 1,77 m (5′ 10″) | Vitoria                  |
| Albacete    | Noemí Martínez Montes              | 21   | 1,84 m (6′ 0″)  | Almansa                  |
| Alicante    | Lorena Blasco Antón                | 21   | 1,78 m (5′ 10″) | Elche                    |
| Almería     | Jéssica Segura Flores              | 22   | 1,75 m (5′ 9″)  | Adra                     |
| Asturias    | Beatriz Juárez González            | 20   | 1,76 m (5′ 9″)  | Oviedo                   |
| Ávila       | Laura Navarro García               | 20   | 1,75 m (5′ 9″)  | Ávila                    |
| Badajoz     | Ana María Rodríguez Benítez        | 18   | 1,69 m (5′ 7″)  | Mérida                   |
| Baleares    | Francisca Rebassa Truyol           | 26   | 1,73 m (5′ 8″)  | Ibiza                    |
| Barcelona   | Ana Carolina Benítez Bernardo      | 22   | 1,71 m (5′ 7″)  | Barcelona                |
| Burgos      | Estíbaliz Orbe López               | 20   | 1,83 m (6′ 0″)  | Miranda de Ebro          |
| Cáceres     | Estefanía Gonzalo Núñez            | 20   | 1,80 m (5′ 11″) | Trujillo                 |
| Cádiz       | Ana Isabel Armario Serén           | 27   | 1,75 m (5′ 9″)  | El Puerto de Santa María |
| Cantabria   | Sandra Veiga Camarero              | 28   | 1,77 m (5′ 10″) | Camargo                  |
| Castellón   | Ana Sofía Cardona Sorribes         | 23   | 1,80 m (5′ 11″) | Villarreal               |
| Ceuta       | Milagros Martínez Benítez          | 23   | 1,72 m (5′ 8″)  | Ceuta                    |
| Ciudad Real | Leyre Gumiel Muñoz                 | 19   | 1,77 m (5′ 10″) | Alcázar de San Juan      |
| Córdoba     | Silvia Muñoz Delgado               | 18   | 1,80 m (5′ 11″) | Aguilar de la Frontera   |
| Cuenca      | Patricia González Toledo           | 19   | 1,78 m (5′ 10″) | Cuenca                   |
| Gerona      | María de los Ángeles Más Guisado   | 21   | 1,75 m (5′ 9″)  | Figueras                 |
| Granada     | Antonia Triviño Rivera             | 23   | 1,75 m (5′ 9″)  | Motril                   |
| Guadalajara | Nadia Chliha Bel Mohito            | 25   | 1,76 m (5′ 9″)  | Azuqueca de Henares      |
| Guipúzcoa   | Yosune Iguiñiz Santiago            | 20   | 1,67 m (5′ 6″)  | Zarauz                   |
| Huelva      | Bella Fernández González           | 20   | 1,77 m (5′ 10″) | Palos de la Frontera     |
| Huesca      | Ester López Moro                   | 20   | 1,72 m (5′ 8″)  | Fraga                    |
| Jaén        | Ana Isabel Montabés Martínez       | 20   | 1,77 m (5′ 10″) | Jaén                     |
| La Coruña   | Noelia Barreiro Naviero            | 21   | 1,75 m (5′ 9″)  | Santiago de Compostela   |
| La Rioja    | Míriam Fernández Gil               | 25   | 1,77 m (5′ 10″) | Calahorra                |
| Las Palmas  | Rita María Suárez Marrero          | 24   | 1,79 m (5′ 10″) | Agüimes                  |
| León        | Laura Hervella Fernández           | 23   | 1,83 m (6′ 0″)  | León                     |
| Lérida      | Nerea Pérez Sánchez                | 17   | 1,85 m (6′ 1″)  | Balaguer                 |
| Lugo        | Ángela López Marra                 | 22   | 1,82 m (6′ 0″)  | Monforte de Lemos        |
| Madrid      | Claudia del Carmen Moro Fernández  | 22   | 1,80 m (5′ 11″) | Madrid                   |
| Málaga      | Isabel María Mena León             | 24   | 1,78 m (5′ 10″) | Antequera                |
| Melilla     | Vianca Rodríguez Rodríguez         | 25   | 1,77 m (5′ 10″) | Melilla                  |
| Murcia      | Ana María Ruiz Bernal              | 24   | 1,70 m (5′ 7″)  | Cartagena                |
| Navarra     | Sandra Vilches Bengoechea          | 24   | 1,72 m (5′ 8″)  | Pamplona                 |
| Orense      | Noemí Fernández Costaya            | 22   | 1,72 m (5′ 8″)  | El Barco de Valdeorras   |
| Palencia    | Yaleydy Ortega Rodríguez           | 21   | 1,77 m (5′ 10″) | Palencia                 |
| Pontevedra  | Carmen Rodríguez Gómez             | 24   | 1,75 m (5′ 9″)  | Vigo                     |
| Salamanca   | Paula Sánchez Fernández            | 20   | 1,73 m (5′ 8″)  | Salamanca                |
| Segovia     | Tamara Gorro Núñez                 | 21   | 1,75 m (5′ 9″)  | Cuéllar                  |
| Sevilla     | Carmen Laura Pérez Sánchez         | 23   | 1,73 m (5′ 8″)  | Alcalá de Guadaíra       |
| Soria       | Talima Isabel Navas Morales        | 20   | 1,70 m (5′ 7″)  | Ciudad de Osma           |
| Tarragona   | Lilian Florencia Carnavón Brown    | 25   | 1,75 m (5′ 9″)  | Reus                     |
| Tenerife    | Patricia Yurena Rodríguez Alonso   | 17   | 1,81 m (5′ 11″) | Granadilla de Abona      |
| Teruel      | Virginia Herranz Guillén           | 19   | 1,76 m (5′ 9″)  | Alcañiz                  |
| Toledo      | Elena Sánchez-Valladares Fernández | 21   | 1,79 m (5′ 10″) | Talavera de la Reina     |
| Valencia    | Mónica Mestre Martínez             | 18   | 1,77 m (5′ 10″) | Valencia                 |
| Valladolid  | Paula González Gallego             | 24   | 1,71 m (5′ 7″)  | Valladolid               |
| Vizcaya     | Sonia Villanueva Figueredo         | 18   | 1,77 m (5′ 10″) | Bilbao                   |
| Zamora      | María Daniela del Olmo Martín      | 19   | 1,74 m (5′ 9″)  | Benavente                |
| Zaragoza    | Alejandra María Andreu Santa María | 18   | 1,77 m (5′ 10″) | Calatayud                |